# 河野広明
河野 広明（こうの ひろあき、1978年2月11日 - ）は兵庫県出身のジャズトロンボーン奏者。作曲家。歌手。画家・イラストレーター。整体師。

## 来歴・人物
1978年尼崎市生まれ、東京在住。12歳からトロンボーンを始め、14歳から約14年間、宗清洋に師事。兵庫県立武庫之荘高校卒業。 
小編成のジャズ・グループであるコンボを中心に、ビッグバンド・ミュージカルなど幅広く活動している。演奏以外でもビッグバンドアレンジや、個人レッスンからビッグバンド指導もおこなっている。2004年に 『グローバルジャズオーケストラ』の一員として、ニューヨークで開催された  IAJE (国際ジャズ教育者協会）にアーチストとして参加。
過去にBenny Golson (sax)、Conrad Herwig (trombone)、Bill Watrous (trombone)、Andy Martin (trombone)等、世界的プレイヤーと共演。
2016年3月 神戸芸術アカデミー教授就任、兵庫県芸術家協会県民音楽奨励賞2016受賞。風見鶏サロンオーケストラ首席トロンボーン奏者。ART100大賞審査員  兵庫県芸術家協会会員
2019年、イギリスのトロンボーンメーカーである Michael Rath 社の正式な専属アーティスト「Michael Rath Artist」になる。
2021年3月3日より17LIVEにてインターネット配信を開始する。2022年1月より絵画の制作および販売を開始する
2022年3月ひげたまとして玉川美沙とPodcastを始める。2022年5月、ダイナマイトしゃかりきサ〜カス、ギタリストの米田雄一、玉川美沙と共に「ひげの説法 しゃかの説法 〜ジャズ、ハモり、そしてタマガワ」を行う。2022年6月から池袋FMにてラジオパーソナリティを始める。
2022年10月21日に歌手「飛毛ひろあき（ひげひろあき）」としてのデビューライブを行う。

### エピソード
- バンド演奏中、担当が終わると「だって終わりやもん」ってことで誰よりも早くトロンボーンを置くが、トロンボーン自体が重たいからではなく「吹きませんよ」っていう駆け引きが重要なジャズのステージにおける他のプレイヤーへの優しさも含まれている。
- 17LIVEで配信中、リスナーが30分以上聴いてくれた時には毎回「ヒゲパウダーー！」と叫ぶものの特に意味はなく初配信の時にとっさに出たアドリブである。

## 参加バンド
- 関西
  - 北野タダオ&アロージャズオーケストラ
  - Bigband "A" (明石pochi)
  - エールジャズオーケストラ
  - 懐かしの昭和サウンドオーケストラ
  - jaz'presso
- 関東
  - TOKYO LEADERS BIG BAND SOMEDAY JAZZ BIG BAND BANDA CARIENTE GRANDE
  - SOMEDAY JAZZ BIG BAND
  - BANDA CALIENTE GRANDE
  - 砂田BB&ミツキータ
  - 羽毛田耕士ビッグバンド
  - AYAKIビッグバンド
  - 伊東佑季ビッグバンド
  - 角田健一ビッグバンド
  - 河野広明ビッグバンド
  - ふぉーばすとろ
  - LizarBone
  - ジャズ・トロンボーン・デュオ・ユニット「アラスカ」[16]
  - Funcussion
  - 劇団四季
  - frogs[17]
  - 三宅裕司 ＆ Light Joke Jazz Orchestra
  - ohashiTrio & THE PRETAPORTERS

## 現在配信中の番組

### インターネット配信
- ひげめがne 2021/3/3〜(17LIVE)
- (-⊡෴⊡)ξひげたま🥚JAZZ🎼  (Podcast)
- どうのこうの言うてもろて 水曜日 12:30〜12:45 お便り読む系・雑談 (池袋FM)
- 火曜ジャズペンス 火曜日 23:30〜23:45 ジャズをメインにした音楽番組 (池袋FM)

## ディスコグラフィー

### DVD
- Live Lab. 河野広明 BIG BAND (EAN 4580154606649) 2016/4/27発売[18]

1. RHAPSODY IN BLUE
2. 丸竹夷
3. MIDNIGHT BREEZE
4. EAST OF THE SUN
5. SPEAK LOW
6. ’OL MAN RIVER
7. KURAGE

### CD
- Little Girl's First Letter (4571317230023) 2014/9/1発売[19]

1. 少女は空飛ぶ夢を見ている
2. Like Water
3. Midnight Breeze
4. Cartoon and Chase
5. 組曲『木漏れ日』
6. flow
7. A Child is Born

- .jp (4560107628539) 2007/4/25発売[20]

1. Nothing is Hit on
2. Against The Wind
3. Blank
4. Ion
5. There is no Meaning
6. Matsuri
7. Mode Mode
8. Gule Gule
9. Inside
10. Midnight Breeze
11. Interlude
12. Vera Cruz

- Eeriedance (4580282010332) 2008/5/28発売[21]

1. Kurage
2. Nocloud
3. Time is right
4. Chaos
5. Eeriedance
6. Pine under
7. Wabi
8. Moons
9. Air duct introduction
10. Air duct
11. Lumplights
12. Fall
13. Leaving

### シグネチャード器材
- AVANT-GARDE[22][23]
- willie's EMO（太管）[24]（細管）[25]

### 他アーチストの制作参加
- 黒執事 (映画・実写版)
- 食戟のソーマオリジナルサウンドトラック (アニメ)[26][27]
- モンスターストライクオフィシャルサウンドトラック (ゲーム)[28]
- 白猫プロジェクト (ゲーム)
- 太鼓の達人 (Nintendo Switch)
- 赤い月 - Kitri 2020/10/23[29]

### 書籍
- 河野流　トロンボーンに特化したJAZZアドリブ教則本　初級[30]